# Zodiac
Zodiac (bra: Zodíaco; prt: Zodiac) é um filme estadunidense de 2007, dos gêneros suspense e policial, dirigido por David Fincher, com roteiro de James Vanderbilt baseado no livro Zodiac, de Robert Graysmith.
Zodiac narra a caçada ao assassino em série conhecido como "Zodíaco", que praticou seus crimes no entorno da baía de São Francisco durante os anos 1960 e início de 1970, enquanto desmoralizava a polícia com cartas cifradas enviadas a jornais.

## Sinopse
Em 1969, os jornais San Francisco Chronicle, San Francisco Examiner e Vallejo Times-Herald recebem três cartas diferentes, do mesmo remetente, formando um código que deveria revelar a identidade de um assassino. Para provar que era ele, uma das cartas trazia detalhes de três assassinatos que só a polícia sabia. Essas cartas deveriam ser publicadas, sob a ameaça de mais pessoas serem mortas.

## Elenco
- Jake Gyllenhaal como Robert Graysmith
- Mark Ruffalo como inspetor Dave Toschi do SFPD
- Robert Downey, Jr. como Paul Avery, jornalista do San Francisco Chronicle
- Anthony Edwards como inspetor William Armstrong
- Brian Cox como Melvin Belli
- John Carroll Lynch como Arthur Leigh Allen, o principal suspeito no caso
- Chloë Sevigny como Melanie Graysmith, esposa de Graysmith
- John Getz como Templeton Peck, editor do Chronicle
- Elias Koteas como sgt. Jack Mulanax, da polícia de Vallejo
- Dermot Mulroney como cap. Marty Lee
- Donal Logue como detetive Ken Narlow
- Philip Baker Hall como Sherwood Morrill, calígrafo
- Adam Goldberg como Duffy Jennings, jornalista do San Francisco Chronicle

## Produção

### Desenvolvimento
James Vanderbilt tinha lido o livro de Robert Graysmith Zodiac, em 1986, enquanto estava no ensino médio. Anos mais tarde, tornou-se um roteirista, reuniu-se com Graysmith e ficou fascinado pelo folclore em torno do assassino do Zodíaco e tentou traduzir isso em seu roteiro. Vanderbilt tinha sofrido más experiências com alterações em seus roteiros e queria ter mais controle sobre o material. Ele armou a sua adaptação de Zodiac para Mike Medavoy e Bradley J. Fischer da Phoenix Pictures, ao concordar em escrever um roteiro se ele pudesse ter mais controle criativo sobre ele.
Graysmith primeiro conheceu Fischer e Vanderbilt na premiere do filme de Paul Schrader, Auto Focus, que foi baseado no livro de Graysmith de 1991 sobre a vida e a morte do ator Bob Crane. Um acordo foi feito e eles compraram os direitos de Zodiac e Zodiac Unmasked quando se tornaram disponíveis depois de definhar na Disney há quase uma década.
David Fincher foi sua primeira escolha para dirigir com base em seu trabalho em Se7en. Originalmente, ele ia dirigir uma adaptação do romance de James Ellroy, The Black Dahlia (posteriormente filmado por Brian De Palma), e previu um período de cinco horas por dia, US$ 80 milhões da mini-série com estrelas de cinema. Quando o estúdio por trás do negócio não concordou, o diretor deixou o projeto e mudou-se para Zodiac. Foi dado o roteiro de 158 páginas de Vanderbilt no final de 2003.
Fincher foi atraído para esta história, porque ele passou a maior parte de sua infância em San Anselmo, no Condado de Marin durante os assassinatos iniciais do Zodíaco. "Eu me lembro de chegar em casa dizendo que a patrulha da estrada estava seguindo nosso ônibus escolar por algumas semanas. E o meu pai, que trabalhava em casa, e que estava muito seco, não para atenuar as coisas, virou-se lentamente em sua cadeira e disse: ‘Oh yeah. Há um serial killer que matou quatro ou cinco pessoas, que se chama Zodíaco, que ameaçou tomar um rifle de alta potência e atirar nos pneus de um ônibus escolar e, em seguida, atirar nas crianças assim que elas saíssem do ônibus." Para Fincher como um jovem rapaz, o assassino "foi o bicho-papão final". O diretor também foi atraído ao final não resolvido do roteiro de Vanderbilt, porque sentiu a verdadeira vida real, onde casos não são resolvidos sempre.
Fincher percebeu que seu trabalho era para dissipar a estatura mítica que o caso havia tomado ao longo dos anos, definindo claramente o que era verdade e o que era ficção. Ele contou a Vanderbilt que ele queria o roteiro reescrito, mas com a pesquisa adicional feita a partir dos relatórios originais da polícia. Fincher descobriu que havia muita especulação e boatos e queria entrevistar pessoas diretamente envolvidas no caso para ver se ele acreditava no que elas estavam dizendo. Fincher fez isso porque sentiu uma carga de responsabilidade em fazer um filme que condena alguém postumamente.
O diretor, Fischer e Vanderbilt passaram meses entrevistando testemunhas, os familiares dos suspeitos, os investigadores aposentados e atuais, apenas duas vítimas sobreviventes e os prefeitos de São Francisco e Vallejo. Fincher disse: “Mesmo quando nós fizemos nossas entrevistas, gostaríamos de conversar com duas pessoas. Uma poderia confirmar alguns aspectos dela e a outra poderia negá-la. Além disso, tanto tempo passou, as memórias são afetadas e os diferentes modos de contar as histórias mudariam a percepção. Então, quando havia alguma dúvida sempre íamos aos relatórios da polícia”. Durante o curso das suas investigações, Fischer e Fincher contrataram Gerald McMenamin, um linguista forense conhecido internacionalmente e professor de linguística na California State University Fresno, para analisar as cartas do Zodíaco. Ao contrário dos examinadores de documentos da década de 1970, ele se dedicou a linguagem do Zodíaco e como ele formou suas sentenças em termos de estrutura de palavras e ortografia.

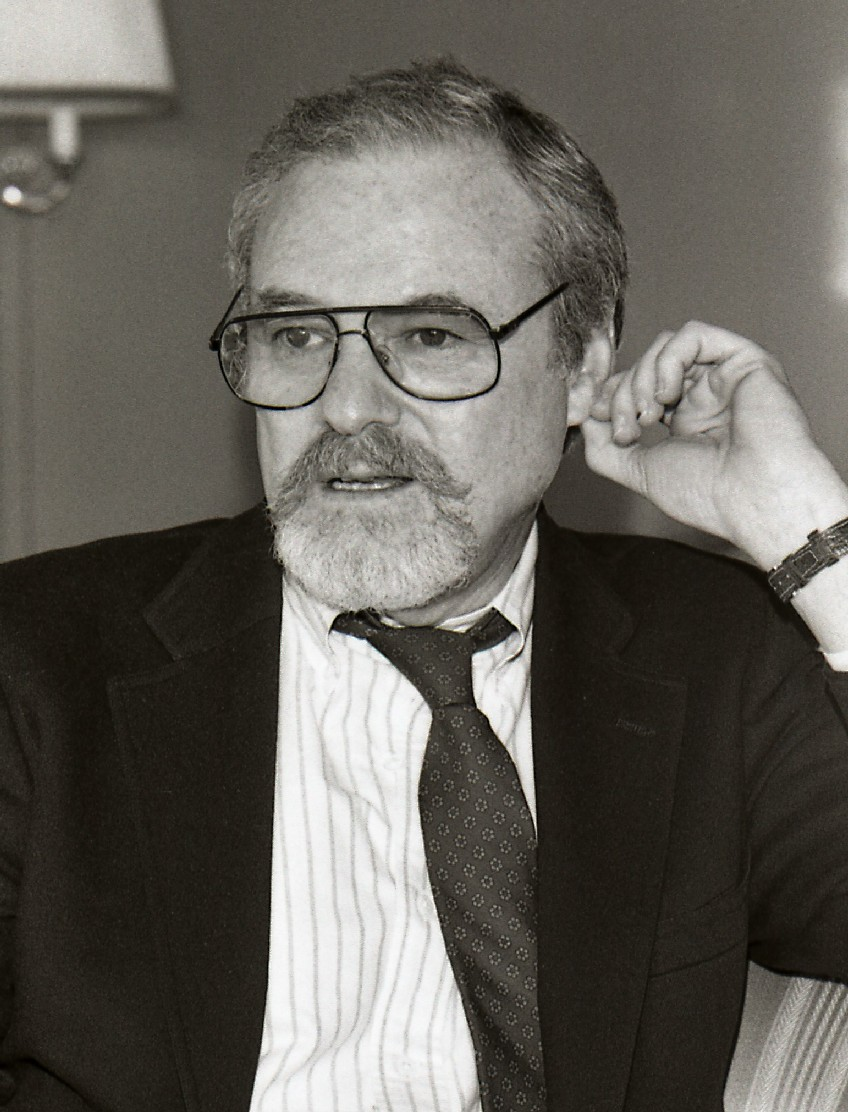
O filme de Alan J. Pakula, All the President's Men, foi o modelo para Zodiac.

Fincher e Fischer se aproximaram da Sony Pictures Entertainment para financiar o filme mas falando com eles caíram completamente, porque o estúdio queria o tempo de duração fixado em duas horas e quinze minutos. Eles então se aproximaram de outros estúdios, a Warner Bros. e a Paramount Pictures concordaram em dividir os custos de produção e estavam dispostas a serem mais flexíveis quanto ao tempo de duração. O filme foi difícil de vender para os estúdios e os executivos estavam preocupados com a quantidade pesada de diálogo e da falta de cenas de ação, bem como o caráter inconclusivo do arco da história.
Quando Dave Toschi encontrou Fincher, Fischer e Vanderbilt, o diretor disse que ele não ia fazer outro Dirty Harry (que tinha sido vagamente baseado no caso do Zodíaco). Toschi ficou impressionado com seu conhecimento do caso e, posteriormente, ele percebeu que havia aprendido muito com eles. Além disso, duas das vítimas sobreviventes do Zodíaco, Mike Mageau e Bryan Hartnell, foram consultores no filme.
O filme de Alan J. Pakula, All the President's Men, foi o modelo para Zodiac como Fincher sentia que era também "a história de uma repórter decidido a começar a história a qualquer custo que foi uma nova era para um repórter investigativo. Era tudo sobre sua obsessão de conhecer a verdade”. E, como naquele filme, ele não quer perder tempo contando a história por trás de qualquer um dos personagens, concentrando-se, pelo contrário, no que eles fizeram em relação ao caso.”
Vanderbilt foi atraído para a noção de que Graysmith passou de um cartunista a um dos pesquisadores mais importantes do caso. Ele armou a história como: “E se Garry Trudeau acordasse uma manhã e tentasse resolver o Son of Sam”? Enquanto ele trabalhava sobre o roteiro, ele se tornou amigo de Graysmith e consultou-o frequentemente. Os cineastas foram capazes de obter a cooperação do Departamento de Polícia de Vallejo (um dos principais pesquisadores na época) porque eles esperavam que o filme iria inspirar alguém a avançar com um pouco de informação crucial que poderia ajudar a resolver esse caso de décadas frias.

### Seleção de elenco

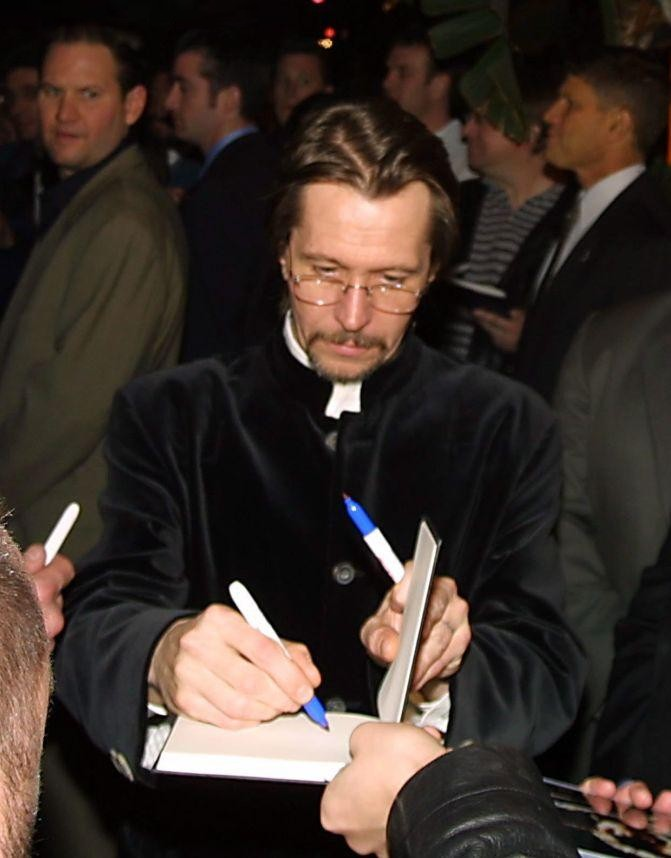
Gary Oldman era para interpretar Melvin Belli, mas foi substituído por Brian Cox.

Enquanto pesquisava para o filme, Fincher considerou Jake Gyllenhaal para o papel de Robert Graysmith. Segundo o diretor: “Eu gostei muito dele em Donnie Darko e eu pensei: Ele é uma interessante moeda de duas faces. Ele pode fazer essa coisa ingênua, mas ele também pode fazer possesso.” Para se preparar para seu papel, Gyllenhaal encontrou Graysmith e gravou-o a fim de estudar seus maneirismos e comportamento.
Inicialmente, Mark Ruffalo não estava interessado no projeto, mas Fincher queria que ele interpretasse Toschi. Ele se encontrou com o ator e disse que ele estava reescrevendo o roteiro. "Eu amei o que ele dizia e amei para onde estava indo com ele," lembra o ator.  Para a pesquisa, ele leu todos os relatórios sobre o caso e leu todos os livros sobre o assunto. Ruffalo encontrou Toschi e descobriu que ele tinha "memória perfeita dos detalhes e o que aconteceu quando, onde e quem estava lá, o que ele estava vestindo. Ele sempre sabia o que estava vestindo. Penso que é queimado em quem ele é e isso foi um grande negócio para ele.”
Quanto a escalação para o papel do Inspetor William Armstrong, Fincher disse que pensou em Anthony Edwards, porque: "eu sabia que precisava da pessoa mais decente que eu poderia encontrar, porque ele seria o equilíbrio do filme. De uma forma estranha, este filme não existiria sem Bill Armstrong. Tudo o que sabemos sobre o caso do Zodíaco, sabemos por causa de suas notas. Assim, na parte do elenco, eu queria ter alguém que é totalmente confiável."
Originalmente, Gary Oldman era para interpretar Melvin Belli mas "ele teve um monte de problemas, eles tinham os aparelhos, mas apenas fisicamente não estava indo ao trabalho, ele simplesmente não tem o perímetro", lembra Graysmith. Brian Cox foi escalado em seu lugar.
O término do filme teve um elenco extenso de personagens. Em uma análise do filme de 15 maio de 2007, a Variety observou que: "Performances e elenco são impecáveis até para o mais ínfimo papel."

### Fotografia principal
Fincher decidiu usar a câmera digital Thomson Viper Filmstream para fazer o filme. Fincher já tinha usado a Thomson Viper nos últimos três anos em comerciais para a Nike, Hewlett Packard, Heineken e Lexus que ele se acostumou a usá-la e a experimentar com o equipamento. Trabalhar com câmeras digitais permitiu-lhe ver que ele tinha uma tomada na resolução máxima, a experiência falha menos com equipamentos do que com o filme, e, assim, coisas eliminadas como dano negativo, reduzem os custos na pós-produção.  Ele foi capaz de usar um software de baixo custo como o Final Cut Pro para editar Zodiac. Fincher comentou em uma entrevista: "Diários, quase sempre acabam sendo decepcionantes, como o véu é furado e você olha pela primeira vez e pensa: 'Oh meu deus, isso é o que eu realmente tenho que trabalhar.' Mas quando você pode ver o que você tem, como é recolhido, ele pode ser um processo muito menos neurótico."
Ao contrário da crença popular, Zodiac não foi filmado inteiramente digital; câmeras de filme tradicionais de alta velocidade foram usadas para as sequências de assassinatos em câmera lenta. Miami Vice de Michael Mann, bem como seu esforço anterior, Colateral (uma co-produção da Paramount e do seu atual estúdio irmão DreamWorks, e também estrelado por Mark Ruffalo), também foram fotografados com a câmera, mas misturados em outros formatos. Uma vez que fotografados na câmera Viper, os arquivos foram convertidos para DVCPro HD 1080i e editados no Final Cut Pro. Este foi apenas para as decisões editoriais. Durante as fases posteriores da edição original descompactada da fonte de filmagem digital 1080p 4:4:4 RAW, foi montado automaticamente para manter um up-to-date digital "negativo" do filme.  Outras produções digitais como Superman Returns ou Apocalypto gravaram no formato de fita HDCAM.
Fincher já havia trabalhado com o diretor de fotografia Harris Savides em Se7en (ele fotografou os créditos de abertura) e The Game. Savides adorou o roteiro, mas percebeu: “não há tanta exposição, apenas pessoas falando no telefone ou tendo discussões. Era difícil imaginar como poderia ser feito de forma visual.” Fincher e Savides não queriam repetir o visual de Se7en. A abordagem do diretor a Zodiac foi criar um visual bastante mundano que o público iria aceitar que o que eles estavam vendo era a verdade. Os cineastas também não queriam glamourizar o assassino ou contar a história através dos olhos dele. “Isso teria que transformar a história em um jogo de tiro em primeira pessoa. Nós não queremos fazer o tipo de filme que os serial killers gostariam de ter,” disse Fincher.
A primeira experiência de Savides com a câmera Viper Filmstream foi filmando um comercial da Motorola com Fincher. Desde lá, ele a usou em Zodiac. Fincher queria ter certeza de que a câmera estava mais inclinada para a produção de filmes para que o estúdio estivesse mais à vontade em usá-la em um projeto com grande orçamento. Para se familiarizar com a câmera, ele “fez tantas coisas ‘erradas’ como eu possivelmente poderia. Eu fui contra tudo o que eu deveria fazer com a câmera.” Savides se sentiu confortável com a câmera depois de descobrir suas limitações.
Fincher e Savides usaram as fotografias de William Eggleston, o trabalho de Stephen Shore no início dos anos setenta e fotos reais dos arquivos da polícia do Zodíaco. Os dois homens trabalharam duro para capturar o visual e a sensação do período como Fincher admitiu: “Eu suponho que poderia ter havido mais erros com o VW, mas eu acho que o que nós mostramos é uma representação muito boa da época. Não é tecnicamente perfeito. Existem algumas falhas, mas algumas são destinadas.” O San Francisco Chronicle foi construído no antigo correio, no Terminal Annex Building no centro de Los Angeles. Um edifício próximo a Spring Street para o Hall of Justice e o Departamento de Polícia de São Francisco. A produção começou em 12 de setembro de 2005. Os cineastas filmaram por cinco semanas na área da baía de São Francisco e o resto do tempo em Los Angeles, trazendo o filme dentro do orçamento, embalando em fevereiro de 2006. O filme levou 115 dias para filmar.
Alguns do elenco não estavam felizes com o perfeccionismo e as maneiras exigentes de Fincher. Em algumas cenas foram necessárias mais de 70 tomadas. Gyllenhaal estava frustrado com os métodos do diretor e comentou em uma entrevista: “Você tem uma tomada, 5 tomadas, 10 tomadas. Alguns lugares, 90 tomadas. Mas há um ponto de parada. Há um ponto em que você vai, ‘Isso é o que temos que trabalhar.’ Mas gostaríamos de refazer as coisas. Então chegou um ponto onde eu iria dizer, bem, o que eu faço? Onde está o risco?” Downey disse: “eu decidi, além de várias vezes, querer um garrote para ele, que eu ia dar o que ele queria. Eu acho que sou uma pessoa perfeita para trabalhar para ele, porque eu entendo de gulags”. Fincher respondeu: “Se um ator vai deixar o papel chegar a eles, eles não podem se ressentir do fato de que eu estou disposto a esperar o tempo que levar. Você sabe, o primeiro dia de produção em São Francisco nós filmamos 56 tomadas de Mark e Jake – e ela é a 56ª tomada que está no filme”. Ruffalo também apoiou os métodos de seu diretor, quando ele disse: “A maneira que eu vejo é, você entra no mundo de outra pessoa como um ator. Você pode colocar as suas expectativas de lado e ter uma experiência que é nova e empurra e muda você, ou agarra o que você acha que deveria ser e tem uma teimosia, uma jornada imóvel que está cheia de decepção e raiva.”

### Efeitos visuais
A Digital Domain lidou com a maior parte dos +200 efeitos de filmagem do filme, incluindo poças de sangue e impressões digitais de sangue encontradas na cena do crime. Para o assassinato de Cecelia Shepard, que teve lugar no Lago Berryessa, a infiltração de sangue e manchas na roupa foram adicionadas na pós-produção. Fincher não queria filmar o sangue com efeitos práticos porque limpando tudo para baixo depois de cada tomada levaria muito tempo para que as sequências de assassinatos fossem feitas com o sangue CG.
O CG também foi usado para recriar o bairro de São Francisco em Washington e Cherry Streets onde o taxista Paul Stine foi morto. A área tinha mudado significativamente ao longo dos anos e os moradores não queriam que o assassinato fosse recriado na sua vizinhança, então Fincher filmou a sequência de seis minutos em um cenário de tela azul. O designer de produção Donald Burt deu à equipe de efeitos visuais os desenhos detalhados do cruzamento, como ele era em 1969. Fotografias de todos os ângulos possíveis da área foram filmadas com uma câmera digital de alta resolução, permitindo a equipe de efeitos construir em um computador, baseado nos modelos geométricos das casas que foram assim texturizadas com fachadas do período. Os modelos 3-D das antigas motos da polícia, viaturas, um caminhão de bombeiros e iluminação pública foram adicionados na filmagem final.
As imagens das filmagens que se estabeleceram na Área da Baia foram criadas pela Matte World Digital. As "tomadas do helicóptero" carregado com fogos de artifício sobre Vallejo, a orla de São Francisco e o táxi dirigindo por São Francisco eram CG, como foi a sequência olhando para baixo a partir da torre da Golden Gate Bridge.
Uma sequência de lapso de tempo mostrando a construção da Transamerica Pyramid foi um híbrido da pintura mate de 2D e 3D. A tomada foi inicialmente criada usando fotografias de referência da Pirâmide pegas a partir do telhado do Sentinel Building de Francis Ford Coppola. O supervisor de efeitos visuais do MWD, Craig Barron, então pesquisou técnicas originais da construção da Pirâmide com precisão na sequência animada.
A arte para o cartaz de Zodiac  também foi fornecida pela Matte World Digital a pedido de Fincher. Barron e sua equipe tiraram fotos digitais da cidade durante a noite e compos-as com uma foto tirada de cima da Golden Gate Bridge. Camadas de neblina foram adicionadas para a imagem final.

### Trilha sonora
Originalmente, Fincher imaginava a trilha sonora do filme sendo composta de 40 pistas de música vintage abrangendo quase três décadas da história do zodíaco. Com o supervisor musical George Drakoulias, o diretor procurou por certas canções pop que refletiam a época, incluindo a cover do Three Dog Night, “Easy to Be Hard”, porque “ela é tão enraizada em minha mente como sendo o que o verão de 69 soava como no norte da Califórnia”. Inicialmente, Fincher não previu uma trilha sonora original para o filme , mas uma tapeçaria de desenho de som, canções vintage do período, sons e clipes da [rádio AM gigante] KFRC e "Mathews Top of the Hill Daly City" (casa de uma concessionária de destaque hi-fi da época). O diretor disse ao estúdio que ele não precisava de um compositor e iria comprar várias canções em vez disso. Eles concordaram, mas como o filme desenvolveu, o designer de som e colaborador de longa data de Fincher, Ren Klyce, sentiu que havia lugares em algumas cenas que poderiam ter usado música. Então, ele inseriu a música de uma de suas trilhas sonoras favoritas, a trilha de David Shire de The Conversation e All the President's Men. Fincher estava ansioso para trabalhar com Shire como All the President’s Men foi um dos seus filmes favoritos e uma das principais influências cinematográficas no Zodiac. Ele lembrou Klyce do acordo que tinha feito com o estúdio.
Klyce entrou em contato com o editor de cinema e de som Walter Murch que trabalhou no The Conversation e ele manteve Klyce em contato com Shire. Fincher enviou ao compositor uma cópia do roteiro e ele voou com ele para uma reunião e uma seleção em L.A. No início, Fincher só queria 15–20 minutos da partitura para que tudo isso fosse baseado em um solo de piano. Como Shire trabalhou nela e incorporou texturas de uma peça de Charles Ives chamada “The Unanswered Question” e pistas baseadas em Conversation, ele descobriu que tinha 37 minutos de música original. A orquestra Shire montada consistia de músicos da Ópera de São Francisco e do ballet S.F.. Shire disse: “Existem 12 signos do Zodíaco e há uma maneira de usar a música atonal e tonal. Então usamos 12 notas, nunca repetimos nenhuma delas, mas as manipulamos”. Ele usou instrumentos específicos para representar os personagens: o trompete para Toschi, o solo de piano para Graysmith e as cordas dissonantes para o assassino do Zodíaco.

## Lançamento
Uma versão inicial de Zodiac durava três horas e oito minutos. Foi suposta para ser lançada a tempo para a consideração do Academy Award, mas a Paramount sentiu que o filme duraria muito tempo e pediu a Fincher para fazer alterações. Contratualmente, ele tinha cortado o final e uma vez ele chegou a uma duração que achava certa, o diretor se recusou a fazer mais cortes. Para preparar o filme de duas horas e quarenta minutos, ele teve que cortar um apagão da montagem de dois minutos de “canções de sucesso sinalizando a passagem de tempo de Joni Mitchell a Donna Summer.” Ele foi substituído por um cartão de título que se lê: “Quatro anos mais tarde.” Outra cena cortada que o teste de projeção de audiências não gostou envolvida era “três caras falando em um alto-falante” para obter um mandado de busca como Toschi e Armstrong conversavam com o Capt. Marty Lee (Dermot Mulroney) do SFPD sobre seu caso contra o suspeito Arthur Leigh Allen. Fincher disse que essa cena provavelmente seria colocada de volta no DVD.
Para promover o Zodiac, a Paramount postou em postes de luz nas grandes cidades esboços originais do assassino do Zodíaco real com as palavras: "Nos cinemas 02 de marco," no fundo. O filme foi exibido em competição no Festival de Cannes de 2007 em 17 de maio de 2007 com Fincher e Gyllenhaal participando de uma conferência de imprensa depois. O corte do diretor de Zodiac foi dado uma rara projeção no Walter Reade Theater em Nova York em 19 de novembro de 2007, com Fincher sendo entrevistado pelo crítico de cinema Kent Jones posteriormente.

### DVD
O DVD de Zodiac foi lançado em 24 de julho de 2007 e está disponível em widescreen ou fullscreen, apresentado em widescreen anamórfico, e em uma faixa Dolby Digital 5.1 Surround em inglês. Não há material extra incluído.
Segundo David Prior, produtor da subsequente edição especial de dois discos, a primeira edição esqueleto "foi apenas relutantemente aceita por Fincher porque eu precisava de mais tempo no material bônus.  O estúdio foi fechado em sua data de lançamento, então Fincher permitiu que essa versão fosse lançada primeiro. Não tinha nada a ver com Fincher 'dobrar a imersão do seu próprio filme antes mesmo de fazê-lo para as lojas' e tudo a ver com a compra de mais tempo para a edição especial". Ele afirmou que o corte para o cinema seria apenas disponível na edição em disco simples. Antes, aprofundou: "Ninguém quer que os fãs se sintam como se eles estivessem sendo aproveitados, e eu sei que dupla imersão cria essa impressão. É por isso que foi tão importante para mim que os consumidores sejam informados de que há uma outra versão chegando. Neste caso, era realmente uma situação local difícil, e retardar a segunda versão foi feito exclusivamente para o benefício do produto final... Mas este é um projeto muito ambicioso, sem dúvida o mais abrangente que eu já trabalhei, e devido em grande parte ao estúdio caótico que eu realmente não posso elaborar, eu não tive tempo suficiente para fazê-lo corretamente. Assim, Fincher comprou-me o tempo extra, concordando com um lançamento, que eu sou muito grato".  Em sua primeira semana, as locadoras de DVDs faturaram US$ 6.7 milhões.
Os dois discos do corte do diretor em DVD e HD DVD foram lançados em 8 de janeiro de 2008, com o seu lançamento no Reino Unido em Blu-ray e DVD anunciado para 29 de setembro de 2008. O disco 1 apresenta, além de um corte mais longo do filme, um comentário de Fincher e um segundo comentário por Gyllenhaal, Downey, Fischer, Vanderbilt e Ellroy. O disco 2 inclui um trailer, um documentário "Zodíaco Decifrado", uma apresentação dos "Efeitos Visuais de Zodíaco", comparações da pré-visualização em tela dividida para o Blue Rock Springs, o Lago Berryessa, e as sequências de assassinatos em São Francisco, uma apresentação "Este é o Zodíaco Falando" e uma apresentação "Seu Nome Era Arthur Leigh Allen". Outros extras, aparentemente originalmente previstos para o conjunto, incluindo os pontos de TV e as apresentações "Fluxo de Trabalho Digital", "Análise Linguística", "Superfície Jeopardy: Perfil Geográfico" (perfil geográfico do Dr. Kim Rossmo do Zodíaco) e "A Psicologia da Agressão: Perfil Comportamental" (perfil comportamental da agente especial Sharon Pagaling-Hagan do Zodíaco) foram omitidos. No entanto, as últimas três apresentações foram disponibilizadas no site do filme. Esta nova versão é executada cinco minutos a mais do que o corte do cinema. Para a disputa do Oscar, a Paramount distribuiu o DVD Corte do Diretor ao Producers Guild of America, ao Writers Guild of America e ao Screen Actors Guild, em vez da versão oficial lançada. Essa foi a primeira vez que o estúdio tinha feito isso.

## Recepção

### Bilheteria
Abrindo em 2,362 cinemas em 2 de março de 2007, o filme arrecadou US$ 13,3 milhões em seu fim de semana de abertura, ficando em segundo lugar e postando uma média por sala decente de US$ 5,671. O filme foi facilmente arrecadado por fora pela segunda abertura Wild Hogs e viu um declínio de mais de 50% em seu segundo fim de semana, perdendo para o sucesso de 300. O filme arrecadou U$33 milhões na América do Norte e US$ 51 milhões no resto do mundo, elevando seu total atual para US$ 84 milhões, acima do seu orçamento de produção estimado em US$ 65 milhões. Em uma entrevista com a revista Sight & Sound, Fincher se dirige ao desastre do filme nas bilheterias norte-americanas: "Mesmo com a bilheteria sendo o que é, eu ainda acho que existe um público lá fora para este filme. Todo mundo tem uma ideia diferente sobre o mercado, mas minha filosofia é que se você comercializa um filme para garotos de 16 anos de idade e não entrega Saw ou Se7en, eles vão ser os mais vociferantes saindo do cinema dizendo: Este filme é uma porcaria.' E você está dizendo adeus para o público que iria buscá-lo porque eles vão olhar para os anúncios e dizer, 'Eu não quero ver algum filme slasher.'"

### Resposta da crítica
Em geral, as avaliações do filme foram altamente positivas. Zodiac tem atualmente uma avaliação de 89% no Rotten Tomatoes (81% para a sua designação "Cream of the Crop") dublando-o "Certified Fresh", e uma pontuação 78 no Metacritic. O crítico do Entertainment Weekly, Owen Gleiberman, premiou o filme como um classificação "A", elogiando ele como um "suspense processual para a era da informação" que "gira sua cabeça em uma nova forma, seduzindo-o em um turbilhão e, em seguida, ainda mais profundo." Nathan Lee em sua análise para o Village Voice escreveu: "No entanto, é sua própria falta de pretensão, juntamente com a determinação de obter os fatos abaixo com o máximo de economia e objetividade, que dá a Zodiac sua integridade, dura e brilhante. Como uma saga de crime, drama de jornais e parte do período, ele funciona apenas bem. Como uma alegoria de vida na era da informação, ele explodiu minha mente." A análise de Todd McCarthy na revista Variety elogiou o filme pela "evocação quase infalivelmente exata do cotidiano de São Francisco de 35-40 anos atrás. Esqueça a ênfase distorcida sobre hippies e do poder das flores que muitos filmes toleram; esta é a cidade como ela foi vivida pela maioria das pessoas que viveram e trabalharam lá." David Ansen, em sua análise da revista Newsweek, escreveu: "Zodiac é meticulosamente trabalhado – o estado-da-arte digital cinematográfica de Harris Savides tem uma riqueza indistinguível do filme – e ele dura quase duas horas e 40 minutos. Ainda assim, o filme prende você na sua aderência do início ao fim. Fincher corajosamente (e alguns podem pensar perversamente) detém a recompensa emocional e forense que estamos condicionados a esperar de um filme de um grande estúdio."
Alguns críticos, entretanto, estavam descontentes com o tempo de duração do filme e com a falta de cenas de ação. "O filme fica atolado na fita vermelha inevitável das investigações policiais", escreveu Bob Longino do Atlanta Journal-Constitution, que também sentiu que o filme "tropeça a uma conclusão bastante insatisfatória" e "parece durar tanto quanto o Oscar." Andrew Sarris do New York Observer considerou que "o dom do Sr. Fincher para a seleção de elenco é o grande trunfo de sua curiosamente atenuada volta ao gênero assassino em série. Eu continuo dizendo que 'curiosamente' em relação ao Sr. Fincher, porque eu não consigo descobrir o que realmente ele é até no Zodiac – com o tempo de duas horas e 37 minutos de duração para o que me surpreendeu como uma narrativa de cachorro peludo." Christy Lemire escreveu no San Francisco Chronicle que "Jake Gyllenhaal é tanto a figura central e o elo mais fraco... Mas ele nunca se aprofundou o suficiente para fazer você acreditar que ele sacrificaria a sua segurança e a da sua família para encontrar a verdade. É nos dito repetidamente que o antigo Eagle Scout é apenas um cara realmente bom, mas isso não é suficiente."
No Reino Unido, a revista Time Out escreveu: "Zodiac não é um filme quebra-cabeça exatamente; em vez disso o seu assunto é a compulsão para resolver enigmas, e a sua jogada é o reconhecimento crescente, ao contrário do fluxo de cinema crime, de forma infrutífera que a compulsão possa ser." Peter Bradshaw em sua análise para o The Guardian elogiou o filme por sua "virilidade cinematográfica pura" e deu a ele quatro estrelas de cinco. Em sua análise para a revista Empire, Kim Newman deu ao filme quatro de cinco estrelas e escreveu: "Você precisará ter paciência com a abordagem do filme, que segue seus personagens principais por detalhes e estar preparado para colocar-se com um par de argumentos familiares e conversas policiais cansativas, mas esse emocionante estudo do personagem se torna angustiante, uma vez que se aproxima de uma resposta que não pode ser confirmada." Graham Fuller da revista Sight and Sound escreveu: "o tom é agradavelmente plano e mundano, evocando a desmoralizante moagem do trabalho policial em uma era pré-feminista e pré-tecnológica. Como tal, Zodiac é consideravelmente mais adulto do que ambos Se7en, que saliva mais o macabro jogo gato-e-rato com o público, e a diplomacia masculina arriscada Fight Club." Nem todos os críticos britânicos gostaram do filme. David Thompson do Guardian considerou que, em relação ao resto da carreira de Fincher, Zodiac foi "o pior, uma terrível decepção na qual um engenhoso e merecedor serial killer todo americano quase se perde no tratamento sinuoso de policiais e jornalistas obcecados com o caso."
Na França, o jornal Le Monde elogiou Fincher por ter "obtido uma maturidade que impressiona pela sua mestria da forma", enquanto o Libération descreveu o filme como "um suspense de elegância magnificamente fotografado pelo grande Harry Savides." No entanto, o Le Figaro escreveu: "Sem audácia, sem invenção, nada além de uma trama que intriga sem cativante, perturba sem aterrorizante, sem interesses emocionantes."

### Reconhecimentos
Apenas dois filmes de 2007 apareceram em mais listas top dez dos críticos do que Zodiac (No Country for Old Men e There Will Be Blood).

### Prêmios e indicações
| Prêmio/Evento                    | Categoria                    | Recipiente                   | Resultado |
| -------------------------------- | ---------------------------- | ---------------------------- | --------- |
| Writers Guild of America         | Melhor roteiro adaptado      | James Vanderbilt             | Indicado  |
| Chicago Film Critics Association | Melhor roteiro adaptado      | James Vanderbilt             | Indicado  |
| Satellite Awards                 | Melhor roteiro adaptado      | James Vanderbilt             | Indicado  |
| Festival de Cannes 2007          | Palma de Ouro (melhor filme) | Palma de Ouro (melhor filme) | Indicado  |